# تيري جونز (لاعب هوكي جليد)
تيري جونز هو لاعب هوكي جليد كندي، ولد في 31 أغسطس 1946.

## وصلات خارجية
- تيري جونز على موقع EliteProspects.com (الإنجليزية)
- تيري جونز على موقع HockeyDB.com (الإنجليزية)